# Hermann Lange (Theologe)
Hermann Lange (* 27. November 1878 in Papenburg; † 9. Januar 1936 in Aachen) war ein Jesuit und katholischer Theologe.

## Leben
Hermann Lange wurde in Papenburg als Sohn des Kapitäns Johann Lange und seiner Ehefrau Marie Eylert geboren. Er besuchte zuerst das Realprogymnasium in Papenburg und danach das Gymnasium in Meppen.  Am 28. April 1897, im Alter von 19 Jahren, trat er in das Noviziat in das Kloster Blyenbeck in den Niederlanden ein. Da der Jesuitenorden in Deutschland verboten worden war, hatten hier die deutschen Mitglieder der Societas Jesu in der Verbannung  Aufnahme gefunden. Er studierte am Ignatiuskolleg in Valkenburg (Holland) und an der Universität Wien insgesamt 14 Semester lang Philosophie und Theologie. Am 28. August 1910 erhielt Hermann Lange die Priesterweihe. 1912 wurde er Professor für Dogmatik am Jesuitenkolleg in Valkenburg. Diese Tätigkeit setzte er bis zu seinem Tod 1936 fort. Sein Nachlass befindet sich im Archiv der Norddeutschen Provinz SJ in Köln; ein geringerer Teil wird im Stadtarchiv Papenburg innerhalb des Staatsarchivs Osnabrück aufbewahrt.  
Aus seinen Vorlesungen und Übungen erwuchs sein wissenschaftliches Hauptwerk „De gratia. Tractatus dogmaticus“ (1929). Zu seiner weiteren wissenschaftlichen Arbeit gehört die als Mitherausgeber des „Dogmatischen Handlexikons“ (1926) sowie die als Redakteur der philosophischen Fachzeitschrift „Scholastik“. Lange gehörte zu den besten Kennern und Erforschern der Papenburger Regionalgeschichte. Seine zahlreichen Arbeiten zur Papenburger Orts- und Familiengeschichte wurden in der Heimatbeilage der Ems-Zeitung „Mein Emsland“ von 1926 bis 1933 bedruckt und sind noch heute vielfach von Wert.

## Schriften
- De gratia Tractatus Dogmaticus. Quem Scripst. Herder, Freiburg/Br. 1929.